# Musée de la Sculpture en plein air
Le musée de la Sculpture en plein air est un lieu d'exposition d'œuvres de sculpteurs de la seconde moitié du XXe siècle. Elles sont présentées, libres d'accès, dans le jardin Tino-Rossi, port Saint-Bernard dans le 5e arrondissement de Paris, non loin du Jardin des Plantes, sur une surface approchant deux hectares, arborée et fleurie.

## Description
Cet espace, depuis le pont d'Austerlitz jusqu'au pont Sully, en bord de Seine, s'étend sur 767 mètres en longueur sans clôture. Il a été transformé en jardin à la fin des années 1970 à la suite de l'abandon d'un projet de voie rapide sur berge. On y trouve aussi une station du Batobus.
Conçu par l'architecte Daniel Badani, il a été inauguré en 1980 à l'initiative de la Ville de Paris et fait partie des musées de la ville de Paris. Une trentaine de sculptures contemporaines sont ainsi librement offertes à l'admiration du public, nuit et jour puisque le square ne ferme jamais. Le square est aussi un lieu de rencontres culturelles et musicales.
Quelques grands noms de la sculpture comme César Baldaccini, Constantin Brancusi, Alexander Archipenko, Ossip Zadkine, Émile Gilioli ou Jean Arp sont présents en compagnie d'artistes moins connus.

## Œuvres
Les œuvres suivantes sont exposées :
- Abellio, Aglaé Libéraki (1971-1973)
- Animal 82, Liuba Kirova (1982)
- L'Arbre de vie, Céline Chalem (1973)
- Baveno , François Stahly (1967-1968)
- Belt II, Kyubei Kiyomizu (1972)
- Bird Bath, Michael Noble (1969-1971)
- Black Cement, Jene Highstein (sv) (1978)
- Chronos 10, Nicolas Schöffer (1978)
- Cœur de gaucho, Vitullo (1952)
- Demeurre 1, Étienne-Martin (1954-1958)
- Esprit, Eau et Sang, Émile Gilioli (1973)
- Fiesole, Sorel Etrog (1965-1967)
- Le Grand Signe, Marta Colvin (1970)
- La Grande Fenêtre, Agustín Cárdenas (1974)
- Granit, Ruggero Pazzi (1979)
- Groupe de figures, Gerasimos Sklavos (el) (1960)
- Homme au bras levé, Olivier Brice (1973)
- L'Homme aux semelles devant, Jean-Robert Ipoustéguy (1985), précédemment située face à la bibliothèque de l'Arsenal, sur la place du Père-Teilhard-de-Chardin, dans le 4e arrondissement de Paris jusqu'à l'automne 2018
- Hydrorrhage, Jean-Robert Ipoustéguy (1975)
- Interpénétration des deux espaces, Guy de Rougemont (1975)
- Marseille, César (1960)
- Mère cathédrale, Parvine Curie (1972-1980)
- Melmoth, Reinhoud d'Haese (1966)
- Mind Accumulation, Micha Laury (1988)
- Neptune II, François Stahly (1969)
- Ochicagogo, Antoine Poncet (1979)
- La Porte éclatée, Michel Guino (1965)
- Sans titre, Albert Féraud (1979)
- Sans titre, Bernard Pagès (1988)
- Sculpture, Marta Pan (1969)
- Shining Wings, Yoshikuni Iida (1981)
- Signes, personnages, Olivier Debré (1962)
- Stèle, Liuba Kirova (1977)
- Structure architecturale, Francesco Marino Di Teana (1973)
- Structure pleine E. 12, Patkai (1973)
- Table de pierre, Constantin Brâncuşi (1920-1948)
- Torse rouge, Claude Cehes (1983)